# Kościół Wniebowzięcia Najświętszej Maryi Panny w Dzierzgowie
Kościół Wniebowzięcia Najświętszej Maryi Panny – rzymskokatolicki kościół parafialny należący do dekanatu dzierzgowskiego diecezji płockiej.
Jest to świątynia wzniesiona na początku XVI wieku, być może po 1516 r., na planie prostokąta. Została zbudowana z cegły w układzie gotyckim, z użyciem tzw. zendrówki, układanej w romb na ścianie zachodniej oraz kamieni polnych i dużych głazów narzutowych pod przyporami narożnikami w fasadzie. Więźba dachowa jest drewniana, natomiast dach jest pokryty blachą miedzianą. Świątynia była remontowana w XVIII i XIX wieku. W latach 1880–1881 od strony południowej została wybudowana dosyć obszerna kaplica oraz została zbudowana wieża w stylu neogotyckim, natomiast od strony zachodniej kruchta. Odnowiona świątynia została konsekrowana w dniu 15 maja 1886 roku przez biskupa Henryka Piotra Kossowskiego. Do dziś zachowały się obite blachą drzwi do zakrystii wykonane w XVI wieku. We wschodniej ścianie zakrystii znajduje się okno ostrołukowe umieszczone w półkolistej wnęce obramionej wałkiem i przesłonięte żelazną kratą wykonaną w XVI/XVII w. We wnętrzu są umieszczone kamienna kropielnica wykonana w XVI/XVII w oraz epitafia Tańskich herbu Nałęcz i Łączyńskich herbu Kościesza powstałe w XVII wieku oraz rodzin Grabowskich, Brzozowskich oraz Narzymskich powstałe w XIX wieku. Polichromia wnętrza świątyni została wykonana w 1978 roku według projektu profesora Wiktora Zina.